# Мазуровка (Тульчинский район)
Мазуровка (укр. Мазурівка) — село на Украине, находится в Тульчинском районе Винницкой области.
Код КОАТУУ — 0524382905. Население по переписи 2001 года составляет 2010 человек. Почтовый индекс — 288308. Телефонный код — 4335.
Занимает площадь 1,989 км².

## Адрес местного совета
23607, Винницкая область, Тульчинский р-н, с. Кинашев, ул. Желюка, 2, тел. 2-36-00; 2-38-54